# Georgië op de Olympische Zomerspelen 1996
Georgië nam deel aan de Olympische Zomerspelen 1996 in Atlanta, Verenigde Staten. Het was de eerste deelname en er werden twee bronzen medailles gewonnen.

## Medailleoverzicht
| Sport     | Olympiër           | Discipline            | Medaille |
| --------- | ------------------ | --------------------- | -------- |
| Judo      | Soso Liparteliani  | -78kg (m)             | Brons    |
| Worstelen | Eldari Koertanidze | -90kg vrije stijl (m) | Brons    |

## Deelnemers en resultaten per onderdeel

### Atletiek
| Olympiër         | Discipline      | Resultaat | Prestatie                            |
| ---------------- | --------------- | --------- | ------------------------------------ |
| Maia Azarashvili | 200m (v)        | 36e       | serie 3: 6de in 23,63                |
| Elvira Urusova   | kogelstoten (v) | 17e       | kwalificatie groep A: 9de met 17,69m |

### Boksen
| Olympiër              | Discipline  | Resultaat | Prestatie                                                                                                  |
| --------------------- | ----------- | --------- | --- |
| K'oba Gogoladze       | -60kg (m)   | 5e        | 1ste ronde: W van PRK Ri: 17-9 2de ronde: W van CUB Valladares: 14-9 kwartfinale: V van ROU Doroftei: 8-17 |
| Besik' Vardzelashvili | -63,5kg (m) | 17e       | 1ste ronde: V van BLR Bykovsky: 11-11                                                                      |
| Tengiz Meskhadze      | -67kg (m)   | 17e       | 1ste ronde: V van USA Vargas: 4-10                                                                         |
| Giorgi K'andelak'i    | -75kg (m)   | 9e        | 1ste ronde: W van CHI Araneda: 10-3 2de ronde: V van ALG Bahari: 5-8                                       |
| Akın Kuloğlu          | -91kg (m)   | 5e        | 1ste ronde: W van ECU Garcia: opgave 2de ronde: W van POL Bartnik: 6-1 kwartfinale: V van CUB Savon: 4-20  |

### Boogschieten
| Olympiër                   | Discipline      | Resultaat | Prestatie                                                                  |
| -------------------------- | --------------- | --------- | -------------------------------------------------------------------------- |
| Khatuna Kvrivishvili-Lorig | individueel (v) | 33e       | plaatsingsronde: 37ste met 634 punten 1ste ronde: V van POL Klata: 148-152 |

### Gewichtheffen
| Olympiër       | Discipline | Resultaat | Prestatie                                                  |
| -------------- | ---------- | --------- | ---------------------------------------------------------- |
| Ilia Giorgadze | -83kg (m)  | 9e        | trekken: 9de met 160kg stoten: 5de met 200kg totaal: 360kg |

### Gymnastiek
| Olympiër           | Discipline               | Resultaat | Prestatie                                                              |
| Ritmisch           | Ritmisch                 | Ritmisch  | Ritmisch                                                               |
| ------------------ | ------------------------ | --------- | ---------------------------------------------------------------------- |
| Ek'aterina Abramia | meerkamp individueel (m) | 25e       | kwalificatie: 41ste met 111,199 punten finale: 25ste met 56,799 punten |
| Turnen             |                          |           |                                                                        |
| Ilia Giorgadze     | individueel (v)          | 25e       | kwalificatie: 25ste met 36,833 punten                                  |

### Judo
| Olympiër              | Discipline | Resultaat | Prestatie |
| --------------------- | ---------- | --------- | --- |
| Georgios Vazagkasvili | -60kg (m)  | 7e        | 1ste ronde: V van ITA Giovinazzo herkansingen: W van FRA Chambilly herkansingen 2: W van MEX Acuna herkansingen 3: V van BLR Bagirov                                                  |
| Giorgi Revazishvili   | -65kg (m)  | 7e        | 1ste ronde: V van BEL Laats herkansingen: W van USA Fuentes herkansingen 2: W van POL Lewak herkansingen 3: V van CUB Hernandez                                                       |
| Vladimer Dgebuadze    | -71kg (m)  | 9e        | 1ste ronde: W van BAR Payne 2de ronde: W van POR Bentes kwartfinale: W van MGL Boldbaatar herkansingen: V van USA Pedro                                                               |
| Soso Lip'art'eliani   | -78kg (m)  | Brons     | 1ste ronde: W van CAN Morgan 2de ronde: V van KOR Cho herkansingen: W van MDA Cretul herkansingen 2: W van UZB Shamkov herkansingen 3: W van BRA Canto bronzen finale: W van GER Dott |
| Giorgi Ts'mindashvili | -86kg (m)  | 21e       | 1ste ronde: V van BRA Zanol |
| Mevlud Lobzhanidze    | -86kg (m)  | 17e       | 1ste ronde: W van USA Capo 2de ronde: V van JPN Nakamura |

### Moderne vijfkamp
| Olympiër          | Discipline | Resultaat | Prestatie   |
| ----------------- | ---------- | --------- | ----------- |
| Vaho Iagorashvili | mannen     | 20e       | 5226 punten |

### Schermen
| Olympiër             | Discipline | Resultaat | Prestatie                          |
| -------------------- | ---------- | --------- | ---------------------------------- |
| Archil Lortkipanidze | sabel (m)  | 33e       | 1ste ronde: V van CAN Banos: 13-15 |

### Schietsport
| Olympiër                    | Discipline           | Resultaat | Prestatie                                                                   |
| --------------------------- | -------------------- | --------- | --------------------------------------------------------------------------- |
| Tamaz Imnaishvili           | skeet (m)            | 7e        | kwalificatie: 7de met 121 punten (72-49)                                    |
|                             |                      |           |                                                                             |
| Nino Luarsabishvili-Uchadze | 25m pistool (v)      | 27e       | kwalificatie: 27ste met 571 punten (281-291)                                |
| Nino Saloekvadze            | 25m pistool (v)      | 7e        | kwalificatie: 2de met 586 punten (295-291) finale: 7de met 677,6 punten     |
| Nino Luarsabishvili-Uchadze | 10m luchtpistool (v) | 27e       | kwalificatie: 36ste met 369 punten (94-92-89-94)                            |
| Nino Saloekvadze            | 10m luchtpistool (v) | 5e        | kwalificatie: 4de met 385 punten (96-95-98-96) finale: 5de met 484,0 punten |

### Schoonspringen
| Olympiër          | Discipline    | Resultaat | Prestatie                          |
| ----------------- | ------------- | --------- | ---------------------------------- |
| Gotsja Gacharia   | 10m toren (m) | 34e       | voorronde: 34ste met 256,68 punten |
|                   |               |           |                                    |
| Nana Kazarasjvili | 3m plank (v)  | 28e       | voorronde: 28ste met 191,49 punten |

### Worstelen
| Olympiër              | Discipline  | Resultaat   | Prestatie |
| Vrije stijl           | Vrije stijl | Vrije stijl | Vrije stijl |
| --------------------- | ----------- | ----------- | --- |
| Avtandil Gogolishvili | -82kg (m)   | 10e         | 1ste ronde: V van IRI Khadem: 0-2 2de ronde: W van SEN Diouf: 6-2 3de ronde: W van BUL Penev 4de ronde: V van AZE Ibragimov: 4-6 |
| Eldar Kurtanidze      | -90kg (m)   | Brons       | 1ste ronde: W van BUL Baev: 11-0 2de ronde: V van KOR Kim: 2-3 3de ronde: W van MGL Gantogtokh: 6-1 4de ronde: W van LTU Pauliukonis: 5-1 5de ronde: W van USA Douglas: 1-0 6de ronde: W van UKR Tedeyev: 10-4 bronzen finale: W van SVK Lohyna: 5-0 |
| Zaza T'qeshelashvili  | -100kg (m)  | 13e         | 1ste ronde: V van RUS Khabelov: 0-2 2de ronde: W van PUR Sanchez: 3-2 3de ronde: V van MGL Sumiyaabazar: 2-6 |
| Zaza Turmanidze       | -130kg (m)  | 10e         | 1ste ronde: W van AUS Pikos: 8-0 2de ronde: V van BLR Medvedev: 1-3 3de ronde: V van USA Baumgartner: 2-14 |
| Grieks-Romeins        |             |             | |
| Gela P'ap'ashvili     | -48kg (m)   | 6e          | 1ste ronde: W van ITA Constantino: 8-6 2de ronde: W van BUL Tsenov: 7-4 3de ronde: vrij 4de ronde: V van KOR Sim: 0-11 5de ronde: V van RUS Guliyev: 0-6 5-6de plek: V van CUB Sanchez: 0-4                                                          |
| Koba Guliashvili      | -62kg (m)   | 4e          | 1ste ronde: W van GRE Roumpenian: 4-1 2de ronde: W van UZB Kurbanov: 10-3 3de ronde: V van POL Zawadzki: 1-3 4de ronde: W van RUS Martynov: 7-2 5de ronde: vrij 6de ronde: W van BUL Radnev: 3-1 bronzen finale: V van TUR Pirim: 0-9                |
| T'ariel Melelashvili  | -68kg (m)   | 20e         | 1ste ronde: V van CUB Colas: 2-4 2de ronde: V van EST Nikitin: 0-6 |
| Bakur Gogitidze       | -100kg (m)  | 14e         | 1ste ronde: V van ITA Giunta: 3-3 2de ronde: W van CAN Bell: 3-0 3de ronde: V van BUL Manov: 0-3 |

### Zeilen
| Olympiër                             | Discipline | Resultaat | Prestatie                                 |
| ------------------------------------ | ---------- | --------- | ----------------------------------------- |
| Guram Biganishvili Vladimer Gruzdevi | star       | 16e       | 112 punten: (13-10-22-14-23-24-21-9-5-18) |

Afghanistan · Albanië · Algerije · Amerikaanse Maagdeneilanden · Amerikaans-Samoa · Andorra · Angola · Antigua‑Barbuda · Argentinië · Armenië · Aruba · Australië · Azerbeidzjan · Bahama's · Bahrein · Bangladesh · Barbados · België · Belize · Benin · Bermuda · Bhutan · Bolivia · Bosnië en Herzegovina · Botswana · Brazilië · Britse Maagdeneilanden · Brunei · Bulgarije · Burkina Faso · Burundi · Cambodja · Canada · Centraal-Afrikaanse Republiek · Chili · China · Chinees Taipei · Colombia · Comoren · Congo-Brazzaville · Cookeilanden · Costa Rica · Cuba · Cyprus · Denemarken · Djibouti · Dominica · Dominicaanse Republiek · Duitsland · Ecuador · Egypte · El Salvador · Equatoriaal-Guinea · Estland · Ethiopië · Fiji · Filipijnen · Finland · Frankrijk · Gabon · Gambia · Georgië · Ghana · Grenada · Griekenland · Groot-Brittannië · Guam · Guatemala · Guinee · Guinee-Bissau · Guyana · Haïti · Honduras · Hongarije · Hongkong · Ierland · IJsland · India · Indonesië · Irak · Iran · Israël · Italië · Ivoorkust · Jamaica · Japan · Jemen · Joegoslavië · Jordanië · Kaaimaneilanden · Kaapverdië · Kameroen · Kazachstan · Kenia · Kirgizië · Koeweit · Kroatië · Laos · Lesotho · Letland · Libanon · Liberia · Libië · Liechtenstein · Litouwen · Luxemburg ·  Macedonië · Madagaskar · Malawi · Malediven · Maleisië · Mali · Malta · Marokko · Mauritanië · Mauritius · Mexico · Moldavië · Monaco · Mongolië · Mozambique · Myanmar · Namibië · Nauru · Nederland · Nederlandse Antillen · Nepal · Nicaragua · Nieuw-Zeeland · Niger · Nigeria · Noord-Korea · Noorwegen · Oeganda · Oekraïne · Oezbekistan · Oman · Oostenrijk · Pakistan · Palestina · Panama · Papoea-Nieuw-Guinea · Paraguay · Peru · Polen · Portugal · Puerto Rico · Qatar · Roemenië · Rusland · Rwanda · Saint Kitts en Nevis · Saint Lucia · Saint Vincent en Grenadines · Salomonseilanden · Samoa · San Marino · Sao Tomé en Principe · Saoedi-Arabië · Senegal · Seychellen · Sierra Leone · Singapore · Slovenië · Slowakije · Soedan · Somalië · Spanje · Sri Lanka · Suriname · Swaziland · Syrië · Tadzjikistan · Tanzania · Thailand · Togo · Tonga · Trinidad en Tobago · Tsjaad · Tsjechië · Tunesië · Turkije · Turkmenistan · Uruguay · Vanuatu · Venezuela · Verenigde Arabische Emiraten · Verenigde Staten · Vietnam · Wit-Rusland · Zaïre · Zambia · Zimbabwe · Zuid-Afrika · Zuid-Korea · Zweden · Zwitserland